# Tetraka d'Appert
El tetraka d'Appert (Xanthomixis apperti) és una espècie d'ocell de la família dels bernièrids (Bernièrids).

## Hàbitat i distribució
Habita el sotabosc i dels boscos del sud-oest de Madagascar.